# Fryns

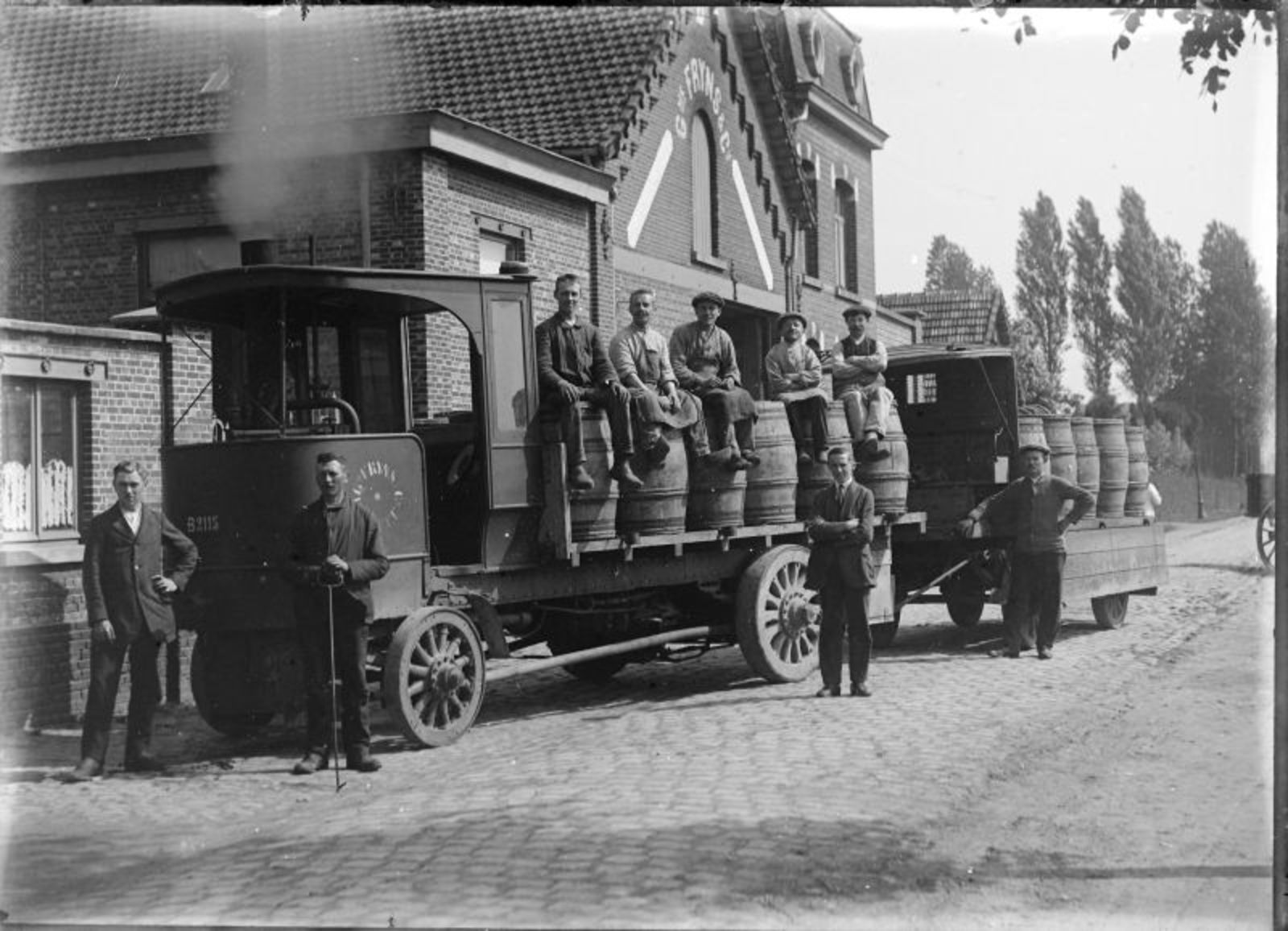
Likeurstokerij aan de Runkstersteenweg, negatief op glasplaat, 1930

Fryns is een Hasseltse stokerij, opgericht door de familie Fryns rond 1885. Anno 2023 wordt de stokerij uitgebaat door de vierde en vijfde generatie Fryns. De stokerij was op verschillende plaatsen in Hasselt gevestigd.

## Geschiedenis
In 1880 kwam de 26-jarige Wilhelmus Joannes (Guillaume) Fryns vanuit Mesch in Nederlands Limburg samen met zijn vrouw Eugénie Mariette, afkomstig uit Cheratte, een deelgemeente van Visé in de provincie Luik, naar Hasselt. Eerst werkte hij er als spoorwegbediende. Vijf jaar later, in 1885, duikt hij in archiefbronnen op als handelaar in jenever. Samen met de 21-jarige boekhouder Pierre Léon Leynen richtte hij in 1890 in de Lombaardstraat de vennootschap G. Fryns et Cie op in het huis ’t Claverblat in Hasselt. Guillaume was  een belangrijke geldschieter van de Manufacture de Céramiques décoratives de Hasselt. Ter promotie van het jenevers en likeuren liet Fryns in de periode 1895 tot rond 1910 door de Hasseltse keramiekfabriek verschillende  reclameschotels maken in keramiek. Via hun vertegenwoordigers kwamen deze reclameschotels in cafés terecht.

### Interbellum
Na de dood van Guillaume (I) Fryns zetten zijn weduwe en oudste zoon, Guillaume (II), het bedrijf verder. In 1913 stapte ook zoon Jules in de zaak. Na de Eerste Wereldoorlog concentreerde Guillaume (II) zich op de uitbouw van de alcohol- en gistfabriek aan de kanaalkom in Hasselt, terwijl Jules de likeurstokerij voor zijn rekening nam, aanvankelijk aan de Runkstersteenweg, later aan de Martelarenlaan in Hasselt. In 1926 veranderde de naam in Les Anciens Etablissements J. Fryns et Cie. Na de dood van Guillaume (II) Fryns in 1932 nam Jules de leiding van het hele bedrijf over.

### Na de Tweede Wereldoorlog
Vanaf de jaren 1950 stapten de zonen van Jules Fryns in de zaak. In 1968 veranderde de naam in NV Fryns. Vanaf 1979 maakte Fryns deel uit van de groep Yoko, een kaasfabriek in Genk, die op zijn beurt in 1988 opging in de firma Irish Dairy Board. Die liet Fryns een jaar later over aan de Gentse drankengroep Bruggeman. In 2017 nam Michel Fryns, telg van de vierde generatie Fryns, het merk Fryns opnieuw over en startte het bedrijf terug op het industrieterrein Ekkelgaarden in Hasselt. Ook zijn dochter Céleste stapte in het bedrijf.

## Gebouwen

### Huis 't Claverblat
Van 1886 tot 1908 baatte de familie Fryns een likeurfabriek en fijnstokerij uit in de Lombaardstraat. Het huis waarin de stokerij gevestigd was is als sinds de 16de eeuw gekend als Huis 't Claverblat. Het gebouw werd volledig gesloopt in 1972. Stokerij Fryns ontleende zijn logo, een klavertjedrie, aan dit gebouw.

### Graanstokerij en rectificatiefabriek
In 1902 kocht Guillaume (I) Fryns 'stallingen' op de hoek van de Paardsdemerstraat en de Bonnefantenstraat in Hasselt. Begin 1905 vroeg en kreeg Guillaume (I) toestemming om daar een installatie voor het rectificeren (fijnstoken) van alcohol en een stoomketel te plaatsen.    
In 1903 nam Guillaume (I) Fryns de graanstokerij van Maria Leynen in de Meldertstraat in Hasselt over. Vanuit deze stokerij ging de ruwstook naar de fijnstokerij in de Lombaardstraat voor de fabricatie van likeuren of naar de rectificatiefabriek in de Bonnefantenstraat waar het uitgestookt werd tot een neutrale hoogwaardige alcohol.   
Rond 1914 werden de activiteiten aan de Bonnefantenstraat en de Melderstraat stopgezet. De activiteiten verhuisden naar de stokerij aan de Kanaalkom.    

### Likeurstokerij aan de Runkstersteenweg
Omdat de gebouwen aan de Bonnefantenstraat en de Melderstraat te klein werden, kocht Fryns een stuk grond aan de Runkstersteenweg. Daar startte hij vanaf 1908 met een likeurstokerij die rond 1923 verhuisde naar een nieuwe likeurstokerij aan de Martelarenlaan in Hasselt.  

### Grote alcoholstokerij aan de Kanaalkom
In september 1913 kocht Eugenie Fryns-Mariette de stokerij en mouterij van Vinckenbosch aan Kanaalkom in Hasselt. Daar bouwde Guillaume (II) Fryns vanaf 1916 een grote alcoholstokerij uit, die hij vanaf 1923 uitbreidde met een fabriek voor kunstijs en vanaf 1924 een gistfabriek. De alcoholstokerij bleef er actief tot in 1935. Vanaf 1936 werd het bedrijf omgevormd tot een mouterij, de Limburgse Mouterij 'Het Klaverblad' die vanaf de jaren 1970 volledig opging in Brouwerij Alken. De gebouwen zijn intussen helemaal verdwenen.    

### Fryns aan Martelarenlaan
In 1920 kochten de broers Guillaume (II) en Jules Fryns een groot terrein aan op de Martelarenlaan in Hasselt. Daar bouwde Jules Fryns een likeurfabriek en een handel in wijnen uit. Toen het gebouw aan de Martelarenlaan te klein werd, verhuisde het bedrijf in 1980 naar een nieuw gebouw aan de Crutzenstraat in Hasselt. Het gebouw aan de Martelarenlaan werd in 1985 afgebroken.

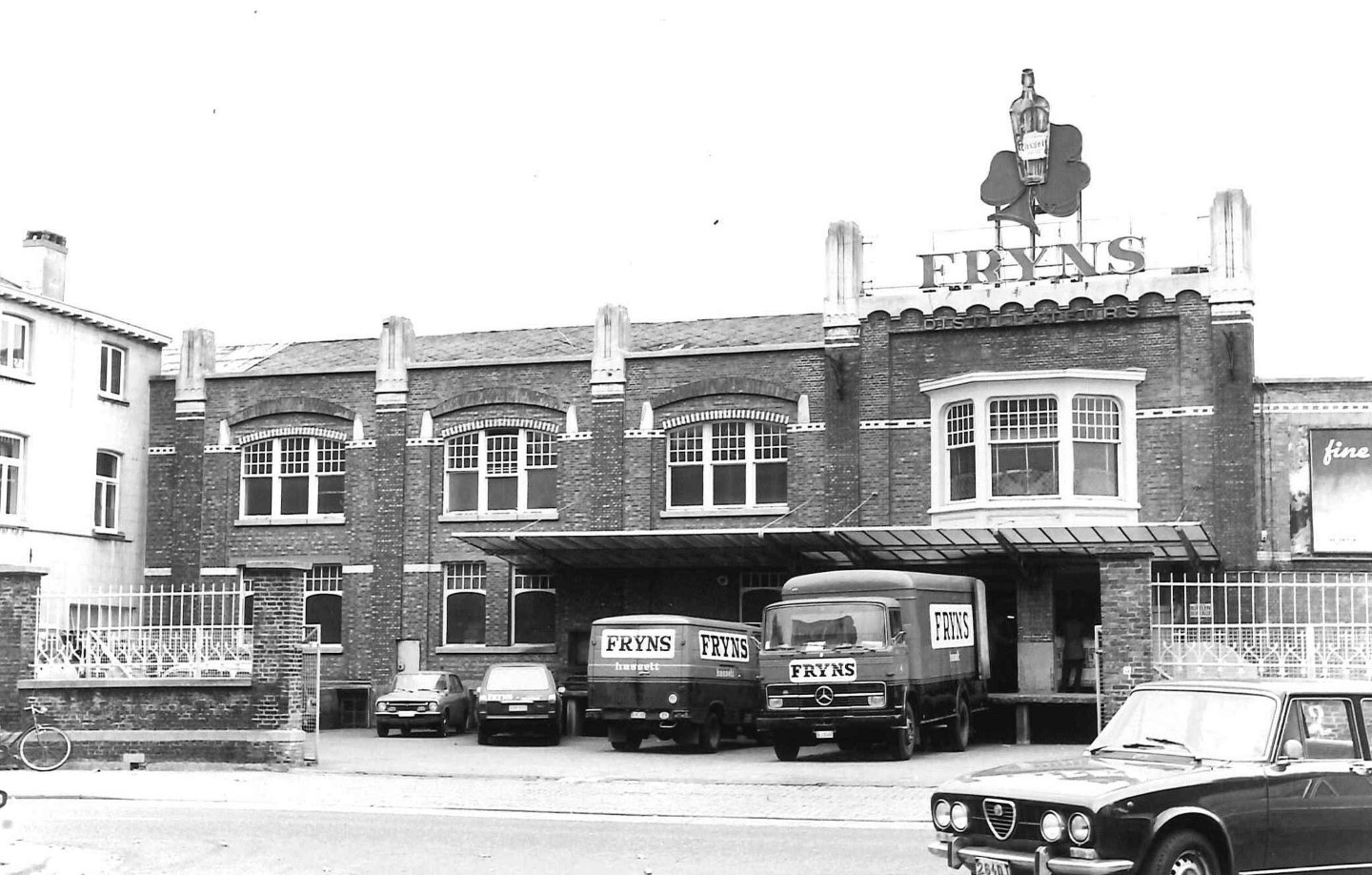
De gebouwen van Fryns aan de Martelarenlaan, 1975
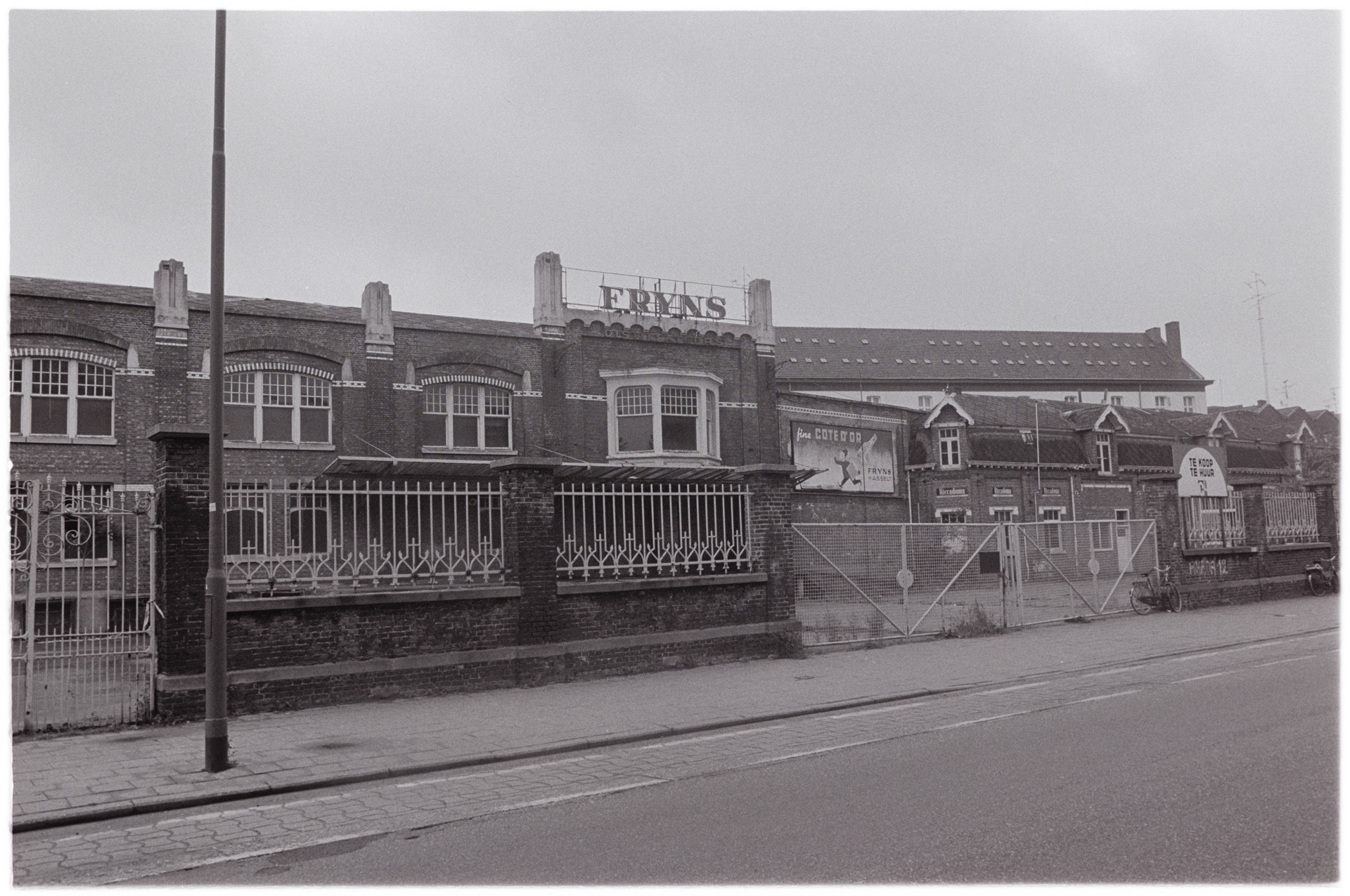
De gebouwen van stokerij Fryns aan de Martelarenlaan, 1985
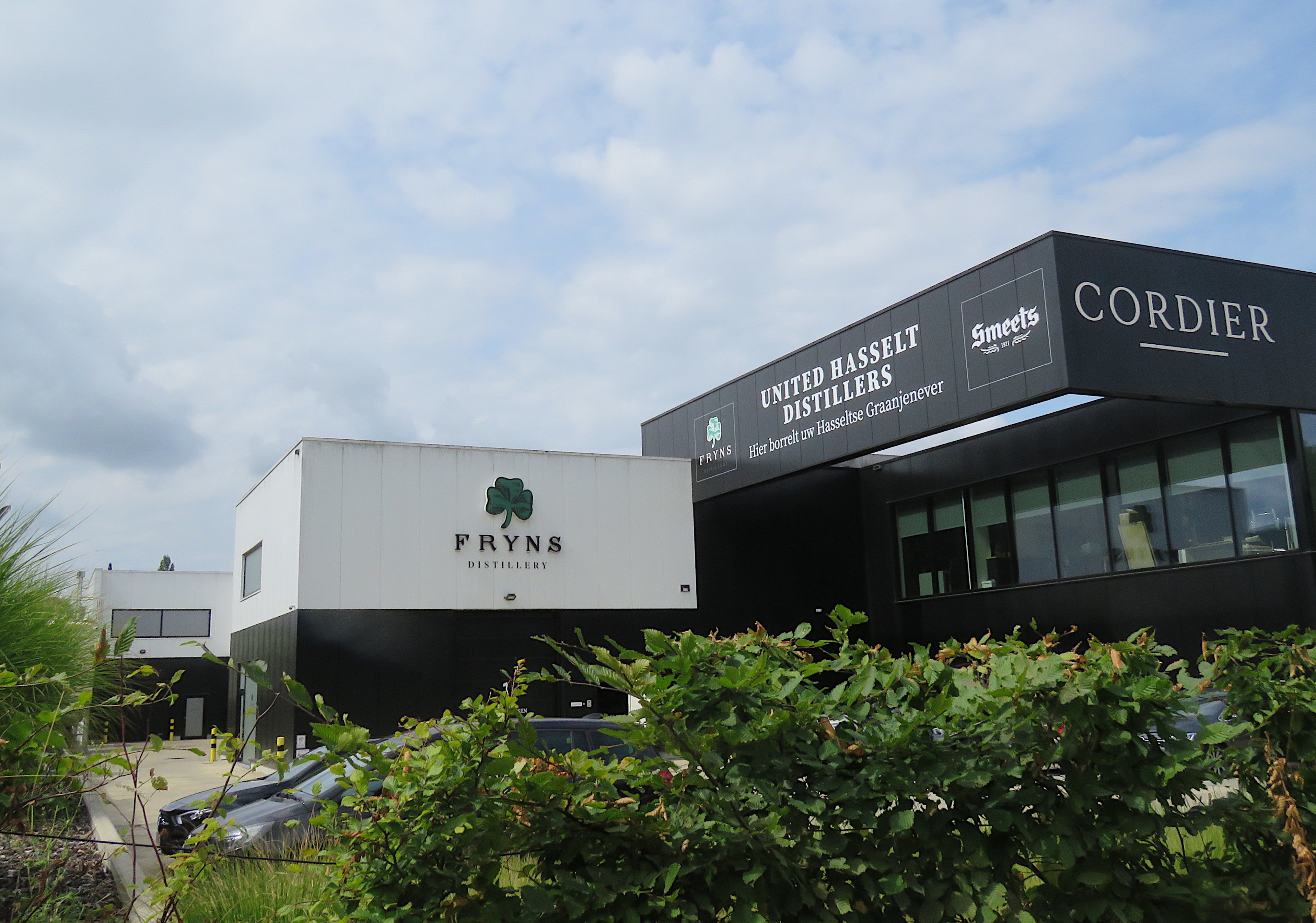
Fryns, anno 2022